# 1847 en santé et médecine
| Années de la santé et de la médecine : 1844 - 1845 - 1846 - 1847 - 1848 - 1849 - 1850    |
| Décennies de la santé et de la médecine : 1810 - 1820 - 1830 - 1840 - 1850 - 1860 - 1870 |

Cet article présente les faits marquants de l'année 1847 en santé et médecine.

## Événements
Canada
- George Edgeworth Fenwick est nommé apothicaire et interne en chirurgie à l'Hôpital général de Montréal[1].

Écosse
- 4 novembre : première anesthésie au chloroforme réalisée par le Britannique James Young Simpson[2],[3].

Hongrie
- Ignace Philippe Semmelweis découvre l'utilité du lavage des mains en milieu obstétrical à la suite de la mort de son ami Jakob Kolletschka (en), professeur d'anatomie : Kolletschka meurt d'une infection après s'être blessé accidentellement au doigt avec un scalpel, au cours de la dissection d'un cadavre. Son autopsie révèle une pathologie identique à celle des femmes mortes de la fièvre puerpérale[4].

Irlande
- Grande Famine en Irlande[5].

## Publication
- Joseph-François Malgaigne, Traité des fractures et des luxations, J. B. Baillière, vol. 1
- Ignace Philippe Semmelweis : Höchst Wichtige Erfahrungen über die Aetiologie der Gebaranstalten epidemischen Puerperalfilber (« Les plus importantes découvertes sur l’étiologie de la fièvre puerpérale épidémique »),  Vienne. Il prouve ainsi la nature septicémique de cette fièvre et les données de sa contagiosité.
- Jonh Snow : On the inhalation of the vapour of ether.

## Naissances
- 7 mars : Paul Reclus (mort en 1914), chirurgien français, ayant vulgarisé l'usage de la cocaïne comme anesthésique local et décrit la mastose.
- 13 avril : Jules Grandclément (mort en 1935), médecin français.
- 25 juillet : Paul Langerhans (mort en 1888), anatomo-pathologiste et biologiste allemand, ayant laissé son nom aux îlots de Langerhans.
- 13 août : Arthur Wœhrlin (mort en 1900), médecin français.
- 15 septembre : Tadeusz Browicz (mort en 1928), médecin polonais ayant notamment décrit le bacille de la fièvre typhoïde.
- 18 novembre : Louis Bureau (mort en 1936), médecin et zoologiste français.

## Décès
- 4 février : Henri Dutrochet (né en 1776), médecin, botaniste et physiologiste français[6].
- 3 juillet : Étienne Pariset (né en 1770), médecin français.
- 7 décembre : Robert Liston (né en 1794), chirurgien britannique.